# Энгблум, Ларс
Ларс У́ве Э́нгблум (швед. Lars Ove Engblom; род. 4 апреля 1955) — шведский кёрлингист.
В составе мужской команды Швеции чемпион Европы среди мужчин (1987), чемпион Швеции среди мужчин (1987). Бронзовый призёр чемпионата мира среди ветеранов (2006).

## Достижения
- Чемпионат Европы по кёрлингу: золото (1987).
- Чемпионат Швеции по кёрлингу среди мужчин: золото (1987).
- Чемпионат мира по кёрлингу среди ветеранов: бронза (2006).

## Команды
| Сезон   | Четвёртый     | Третий         | Второй           | Первый       | Запасной       | Тренер         | Турниры  |
| ------- | ------------- | -------------- | ---------------- | ------------ | -------------- | -------------- | -------- |
| 1986—87 | Томас Норгрен | Ян Страндлунд  | Ларс Страндквист | Ларс Энгблум |                |                | ЧШМ 1987 |
| 1987—88 | Томас Норгрен | Ян Страндлунд  | Ларс Страндквист | Ларс Энгблум | Олле Хоканссон | Олле Хоканссон | ЧЕ 1987  |
| 2005—06 | Ян Ульстен    | Бьёрн Рудстрём | Ларс Страндквист | Ларс Энгблум |                |                | ЧМВ 2006 |

(скипы выделены полужирным шрифтом)